# فرودگاه کارلووس میگول ییمنز
فرودگاه کارلووس میگول ییمنز (به انگلیسی: Carlos Miguel Jiménez Airport) (به زبان بومی: Aeropuerto Carlos Miguel Jiménez de Pilar) یک فرودگاه همگانی با کد یاتا PIL است که یک باند فرود بتن دارد و طول باند آن ۱۵۰۰ متر است. این فرودگاه در شهر پیلار کشور پاراگوئه قرار دارد و در ارتفاع ۷۶ متری از سطح دریا واقع شده‌است.